# Mathilde (Frauenzeitschrift)
Mathilde, Das nicht-kommerzielle Frauenmagazin aus Darmstadt (Eigenschreibweise: MATHILDE; zunächst mit dem Zusatz Frauenzeitung für Darmstadt und Region), ist eine Zeitschrift für Frauen, die laut Eigendarstellung den „Interessen der Frauen und der Verbesserung ihrer Situation dienen, aber auch zu ihrer Unterhaltung und Information beitragen soll“.
Nach ca. einem Jahr Vorlauf erschien die Zeitschrift im November 1992 zum ersten Mal; zum ersten Redaktionskollektiv gehörten u. a. Anja Spangenberg und Barbara Obermüller. Jedes Heft hat einen thematischen Schwerpunkt, Buchbesprechungen und Veranstaltungshinweise und wird ohne Chefredakteurin von einer Gruppe von ehrenamtlich tätigen Frauen erstellt. Die Mathilde gehört zu der Gruppe regionaler Frauenzeitschriften, die im Zusammenhang mit einer städtischen Frauenprojektekultur entstanden sind und von dieser getragen werden. Ihr Anliegen ist es, über Themen zu berichten, „die Frauen stärker interessieren und die in der Öffentlichkeit zu kurz kommen“; damit lässt sie sich den Zeitschriften zuordnen, die eine regionale Gegenöffentlichkeit bieten wollen. Ursprünglich vielfältig, gehört die Mathilde zu den wenigen Projekten, die nach wie vor existieren und deren Existenz oft übersehen wird.
Mathilde wurde, nach 25 Jahren regelmäßigen Erscheinens, mit der November/Dezember 2017 Ausgabe eingestellt.
Mit der Ausgabe März/April 2018 startete die Zeitschrift neu.
Mit der Ausgabe 6/2024 November/Dezember endete das Erscheinen der gedruckten Version.  